# Vällykari
Vällykari är en ö i Finland. Den ligger i sjön Pyhäselkä och i kommunen Joensuu i den ekonomiska regionen  Joensuu ekonomiska region  och landskapet Norra Karelen, i den sydöstra delen av landet, 400 km nordost om huvudstaden Helsingfors. Öns största längd är 80 meter i nord-sydlig riktning.